# Arlo Brunsberg
Arlo Adolph Brunsberg (* 15. August 1940 in Fertile, Minnesota) ist ein ehemaliger US-amerikanischer Baseballspieler. Er spielte im Jahr 1966 zweimal in der Major League Baseball als Catcher für die Detroit Tigers. Gegner waren die Minnesota Twins und die Kansas City Athletics.